# Mine d'Antamina
La mine d'Antamina est une mine à ciel ouvert extrayant notamment du cuivre et du zinc située dans la région d'Ancash au Pérou. Elle appartient à 33,75 % à Xstrata, 33,75 % à BHP Billiton, 22,5 % à Teck et 10 % à Mitsubishi Corporation,.

## Conflits sociaux
La mine suspend ses activités en novrembre 2021 en raison d'une grève paysanne bloquant l'une de ses routes. La communauté paysanne du district d'Aquia, voisine du gisement, affirme qu'Antamina «usurpe la terre» qui lui appartient et demande de meilleures conditions sociales.